# José María Figueres Olsen

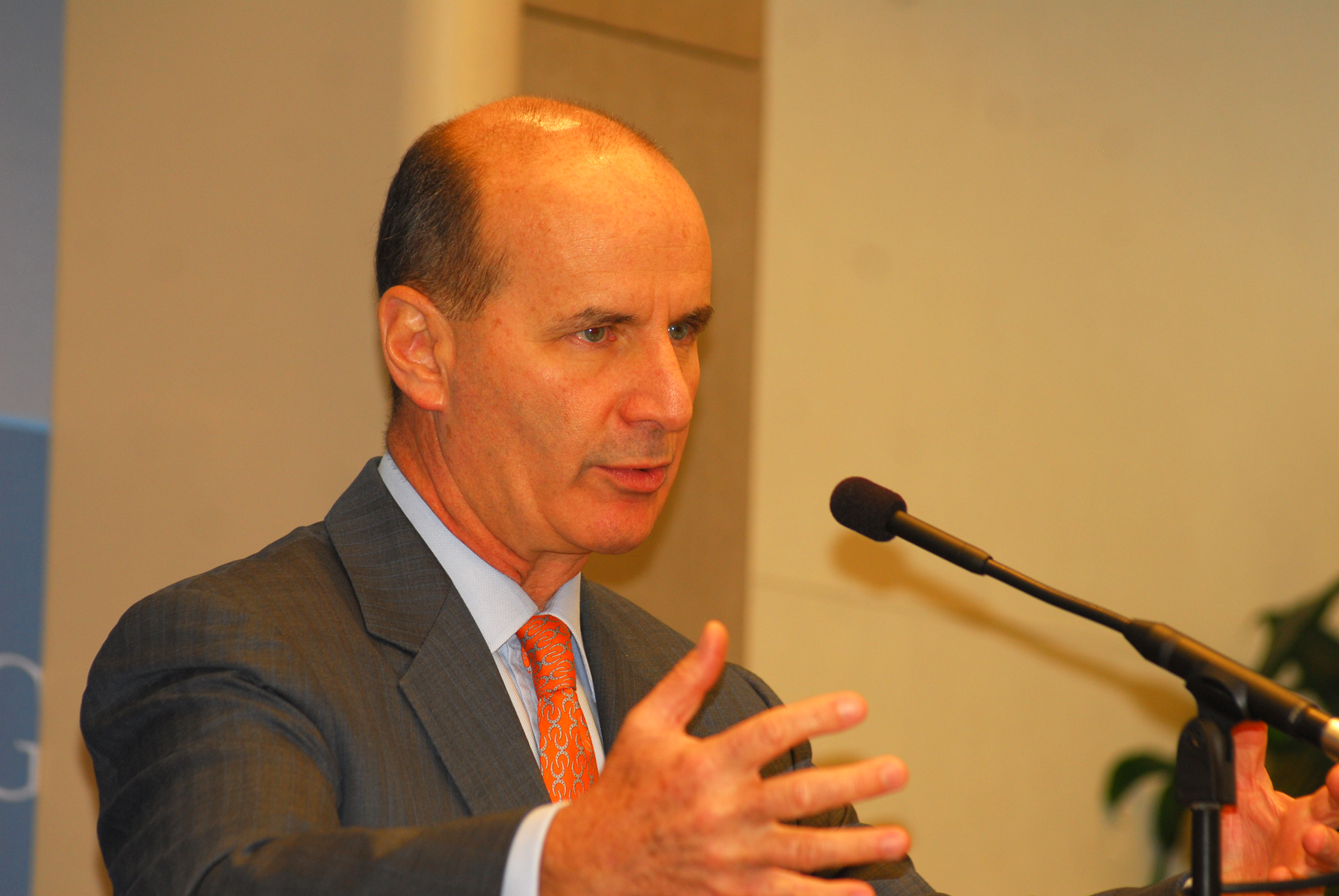
José María Figueres

José María Figueres Olsen (* 24. Dezember 1954 in San José, Costa Rica) ist ein costa-ricanischer Politiker der Partido Liberación Nacional (PLN).

## Leben
Figueres war vom 8. Mai 1994 bis zum 8. Mai 1998 Präsident von Costa Rica. Er ist der Sohn des früheren Präsidenten José Figueres Ferrer und der Diplomatin Karen Olsen Beck. Von 1979 bis 2000 war er in erster Ehe mit Josette Altmann Borbón verheiratet.
Im Oktober 2004 erregte José María Figueres durch den Rücktritt als CEO und Exekutivdirektor des Weltwirtschaftsforums wegen des nicht deklarierten Empfangs von mehr als 900.000 US-Dollar an Beratungshonoraren von der französischen Telekommunikationsfirma Alcatel Aufmerksamkeit. Transparency International hatte 2006 in seinem Global Corruption Report auf diesen Vorfall hingewiesen.

## Ehrungen
- Kew Gardens Annual Award, 1995
- Botanic Research Institute Texas, 1996
- State Botanical Garden in Missouri, 1996
- Erster Träger des Global Prize from the World Bank’s Global Environmental Fund for leadership and efforts for the environment, 1998
- Liberty Prize from the Max Schmidheiny Foundation and St. Gallen University in Switzerland, 1998
- Award of the Climate Institute, Washington D.C., 1998
- Order of José Matías Delgado Grand Silver Cross from the Republic of El Salvador, 1999
- Sustainability Award in Switzerland, 2003